# Teresva
Teresva (în ucraineană Тересва) este o așezare de tip urban din raionul Teceu, regiunea Transcarpatia, Ucraina. În afara localității principale, nu cuprinde și alte sate.

## Demografie
Componența lingvistică a așezării de tip urban Teresva
     Ucraineană (97,72%)
     Rusă (1,34%)
     Alte limbi (0,89%)
Conform recensământului din 2001, majoritatea populației așezării de tip urban Teresva era vorbitoare de ucraineană (97,72%), existând în minoritate și vorbitori de rusă (1,34%).